# Вердерио-Инфериоре
Вердерио-Инфериоре (итал. Verderio Inferiore) — коммуна в Италии, располагается в регионе Ломбардия, подчиняется административному центру Лекко.
Население составляет 2500 человек, плотность населения составляет 746 чел./км². Занимает площадь 3 км². Почтовый индекс — 23879. Телефонный код — 039.
Покровителями коммуны почитаются святые мученики Назарий и Кельсий. Праздник ежегодно празднуется 28 июля.